# جائحة فيروس كورونا في جزيرة القيامة 2020
تم تأكيد وصول وباء COVID-19 إلى أراضي جزيرة إيستر التشيلية في آذار 2020.

## خلفية
يوم 12 كانون الثاني عام 2020، و منظمة الصحة العالمية أكدت (WHO) أن الفيروس التاجي هو سبب مرض الجهاز التنفسي في مجموعة من الناس في مدينة ووهان بمقاطعة هوبى، والصين، والتي أفادت تقارير منظمة الصحة العالمية يوم 31 كانون الأول 2019. و 
كانت نسبة حالات الوفاة لـ COVID-19 أقل بكثير من SARS لعام 2003 ،  ولكن كان انتقال العدوى أكبر بكثير، مع إجمالي عدد القتلى.

## الجدول الزمني
في 19 آذار، أمرت الحكومة المحلية لجزيرة إيستر (رابا نوي) بإغلاق الجزيرة وطلبت من خطوط لاتام الجوية إخلاء جميع السياح في الجزيرة.
في 24 آذار، تم تأكيد الحالة الأولى في جزيرة الفصح،  تليها حالة أخرى في الأيام التالية. وبحلول مطلع نيسان، تم الإبلاغ عن 5 حالات مؤكدة. تم الإبلاغ عن حالة سادسة في منتصف نيسان . ومع ذلك، أكدت وزارة الصحة بعد بضعة أيام أن الحالة كانت إيجابية كاذبة. تعافت جميع الحالات بعد بضعة أسابيع ولم يتم الإبلاغ عن أي حالات جديدة منذ ذلك الحين.

## ملخص الحالة
| أسبوع                     | حالات جديدة | إجمالي الحالات |
| ------------------------- | ----------- | -------------- |
| 15-03-2020 إلى 21-03-2020 | 2           | 2              |
| 22-03-2020 إلى 28-03-2020 | 1           | 3              |
| 29-03-2020 إلى 04-04-2020 | 2           | 5              |
| 05-04-2020 إلى 11-04-2020 | 0           | 5              |
| 12-04-2020 إلى 18-04-2020 | 0           | 5              |